# إدوارد جونسون (عسكري)
إدوارد جونسون (بالإنجليزية: Edward Johnson) هو عسكري أمريكي، ولد في 16 أبريل 1816 في ميدلوثيان فرجينيا ‏ في الولايات المتحدة، وتوفي في 2 فبراير 1873 في ريتشموند في الولايات المتحدة.